# Ole Ertvaag
Ole Ertvaag, född 1963, är en norsk investerare och affärsman från Stavanger. Han studerade på Handelshøyskolen BI i Oslo, men lämnade utbildningen innan uttagen examen. Han är verkställande direktör och en av grundarna till HitecVision, ett riskkapitalbolag som är specialiserat på investeringar i energisektorn. År 2024 rankades han som Norges femtonde rikaste person av tidningen Finansavisen, med en förmögenhet på 16,5 miljarder kronor.